# Sōma Moritane
Sōma Moritane (相馬盛胤?; 1529 – 1601) è stato un daimyō giapponese del periodo Sengoku appartenente al clan Sōma della provincia di Mutsu.
Sōma Moritane fu il 15º capo del clan Sōma e signore del castello di Odaka. Svolse un ruolo importante nelle lotte che avvennero nel nord del Giappone durante il periodo Sengoku, specialmente contro il clan Date. Fu succeduto dal figlio Sōma Yoshitane.